# Spider-Man
Spider-Man je izmišljena oseba, stripovski superheroj z nadnaravnimi sposobnostmi, a človeško postavo, ki nastopa v stripih ameriške založbe Marvel. Ustvarila sta ga risarja Stan Lee in Steve Ditko. Prvič se je pojavil v stripu Amazing Fantasy #15 (Avgust 1962). Gre za enega najbolj uspešnih in priljubljenih stripovskih superjunakov.

## Življenjepis lika
Spiderman nastane, ko srednješolskega nadarjenega učenca Petra Benjamina Parkerja med obiskom znanstvenega sejma piči radioaktivni pajek. Peter je sirota, ki ga vzgajata stric Ben in teta May. Po piku Peter dobi nekatere lastnosti pajkovcev., ki jih kasneje uporablja v boju s kriminalci.

## Filmi
Po velikih stripovskih uspehih so kasneje posneli veliko filmov, v katerih se pojavlja Spiderman.
- Spider-Man (2002)
- Spider-Man 2 (2004)
- Spider-Man 3 (2007)
- Neverjetni Spider-man (2012)
- Neverjetni Spider-man 2 (2014)
- Spider-Man: Vrnitev domov (2017)
- Spider-Man: Novi svet (2018)
- Spider-Man: Daleč od doma (2019)
- Spider-Man: Ni poti domov (2021)
- Spider-Man: Potovanje skozi Spider-svet (2023)
- Spider-Man: Povsem nov dan (2026)